# 蘭西県
蘭西県（らんせい-けん）は中華人民共和国黒竜江省綏化市に位置する県。県内に二つの小廟があることから旧称を双廟子と称した。県人民政府駐地は蘭西鎮。国家級貧困県に指定されている。

## 地理
呼蘭河が域内に流れている。

## 歴史
県名はフラン城（呼蘭城）の西撫に位置したことに由来する。
1904年（光緒30年）、清朝により設置された。

## 行政区画
4街道、8鎮、7郷を管轄：
- 街道：顔河街道、順達街道、蘭亜街道、正陽街道
- 鎮：蘭西鎮、楡林鎮、臨江鎮、平山鎮、紅光鎮、遠大鎮、康栄鎮、燎原鎮
- 郷：北安郷、長江郷、蘭河郷、紅星郷、長崗郷、星火郷、奮闘郷

## 交通

### 道路
- 国道
  -  G202国道

- 県道
  -  168号県道

## 健康・医療・衛生
- 蘭西県人民医院